# The Ghost in the Invisible Bikini

The Ghost in the Invisible Bikini est un film américain destiné aux adolescents, réalisé en 1966 par Don Weis, avec les acteurs Tommy Kirk et Deborah Walley, Boris Karloff et Nancy Sinatra. C'est le dernier film d'une série de sept produits par American International Pictures (AIP) initiée en 1963 avec Beach Party.

## Synopsis
Hiram Stokely (Boris Karloff), propriétaire d'une villa, vient de mourir. Son fantôme, aidé de celui de Cecily, sa petite amie, doit faire rapidement une bonne action s'il veut rejoindre le Paradis. Il va aider ses jeunes héritiers légitimes à hériter de la villa face à son avocat, Reginald Ripper, qui veut les spolier. Les jeunes invitent leurs amis dans une partie organisée autour de la piscine de la villa. L'avocat essaye de les en faire fuir en les terrorisant avec l'aide de ses comparses.

## Fiche technique
Sauf indication contraire, les informations mentionnées dans cette section peuvent être confirmées par la base de données cinématographiques IMDb,  présente dans la section « Liens externes ».
- Titre : The Ghost in the Invisible Bikini
- Réalisation : Don Weis
- Scénario : Louis M. Heyward (en), Elwood Ullman
- Photographie :
- Montage : Fred R. Feitshans Jr. (comme Fred Feitshans) et Eve Newman
- Musique : Les Baxter
- Producteur : Samuel Z. Arkoff, James H. Nicholson
- Société de distribution : American International Pictures
- Pays d'origine :  États-Unis
- Langue : anglais américain
- Genre : Comédie horrifique, Film musical
- Durée : 82 minutes
- Daté de sortie : 
  - États-Unis : 6 avril 1966

## Distribution
Sauf indication contraire, les informations mentionnées dans cette section peuvent être confirmées par la base de données cinématographiques IMDb,  présente dans la section « Liens externes ».
- Tommy Kirk : Chuck Phillips
- Deborah Walley : Lili Morton
- Aron Kincaid] : Bobby
- Quinn O'Hara : Sinistra
- Jesse White : J. Sinister Hulk
- Nancy Sinatra : Vicki
- Claudia Martin : Lulu
- Francis X. Bushman : Malcolm
- Benny Rubin : Chicken Feather
- Bobbi Shaw : Princesse Yolanda
- George Barrows : Monstro le gorille
- Basil Rathbone : Reginald Ripper
- Patsy Kelly : Myrtle Forbush
- Boris Karloff : le corps d'Hiram Stokely
- Susan Hart : Cecily le fantôme
- Piccola Pupa : Piccola
- Luree Holmes : Luree
- Ed Garner : Ed
- Frank Alesia : Frank
- Andy Romano : J.D.
- Alberta Nelson : Puss
- Myrna Ross : Boots

### « Rat Pack »
- Jerry Brutsche : Jerome
- Bob Harvey : Bobby
- Sam Page : Chauncey
- John Macchia : Joey
- Allen Fife : Beard